# Ibogain
Ibogain je indolni alkaloid iz porodice triptamina, snažan halucinogen novije korišten u liječenju ovisnosti od drugih droga ili alkoholizma. Nalazi se u afričkoj biljci Tabernanthe iboga.

## Povijest
Ibogain je prvi put izoliran iz biljke Tabernanthe iboga 1901. godine. Izolirali su je neovisno Dybowsky i Landrin, te Haller i Heckel iste godine. Uzorci biljke su nabavljeni iz Gabona, oko 1800-ih gdje je bila korištena u incijacijskim obredima plemena Bwita. George Buchi je 1966. godine razvio prvu sintezu ibogaina. Howard Lotsof prvi je predložio korištenje ibogaina u liječanju ovisnosti, započevši u SAD-u ubrzo se preselio u Nizozemsku i Panamu (zbog zakonskih okvira). 
Dr. Patricia Broderic (CUNY Medical School) u istraživanjima sa štakorima, smatra da ibogain supresijom dopamina smanjuje efekt kokaina, točnije ibogaina potiče serotonin koji u prisutnosti kokaina inhibira stanice koje proizvodi dopamin. Još pretpostavlja da ibogain uništava Purkinjeove stanice čime se utječe na proces sjećanja i učenje, a kod ovog slučaja na mehanizam ovisnosti o narkoticima.

## Farmakologija
Farmakologija ibogaina je izrazito kompleksna, utječe na više različitih neurotransmitera istodobno i još uvijek nije točno shvaćeno o kojim receptorima se radi. Uobičajena doza korištena u npr.: psihoterapiji iznosi 5-11 miligrama, veće doze poput 20 miligrama koriste se u liječenju ovisnosti.

## Psihički utjecaj
Ibogain izaziva prvenstveno vizije, ne halucinacije kako se čest smatra halucinogenom. Događaju se oživljavanja potisnutih i zaboravljenih doživljaja, poniranje u podsvijest i viđenje vlastitog života iz druge perspektive. Prilika za riješavanjem potisnutih trauma koje su bile triger ovisnosti.

## Liječenje ibogainom
Zagovaratelji liječenja ovisnosti ibogainom osnovali su formalne i neformalne klinike ili udruge samopomoći u zemljama: Kanada, Meksiko, Karibi, Kostarika, Češka, Francuska, Slovenija, Nizozemska, Brazil, Južna Afrika, Ujedinjeno Kraljevstvo i Novi Zeland gdje se ibogaina tretira kao eksperimentalna droga. Iako potpuna narav ibogaina još nije otkrivena, čini se da je najefektivniji tretman s 10 do 20 mg/kg, što ometa proces između povlačenja opiata i želje. Mnogi korisnici su iskusili vizije za vrijeme lucidnih snova gdje su im na "edukativni" način prolazili događaji iz života koji su vodili njihovoj ovisnosti, dok su drugi imali šamanske vizije koje su im uspjele pomoći pobijediti strahove i negativne emocije koje su vjerojatno dovele do ovisnosti. Za vrijeme terapije ibogainom predložena je i intenzivna terapija i savjetovanje. Kod nekih pacijenata je potrebna druga ili treća terapija ibogainom nakon perioda od 12 do 18 mjeseci koje bi pružile veću efikasnost u prekidanju ovisnosti i sindroma tolerancije. Izuzetno mali broj pacijenata se vrati ovisnosti nakon par dana ili tjedana, uglavnom su zabilježeni pozitivni rezultati, ipak postoji manjkavost informacija o uspješnosti terapije jer neki pacijenti se ne vrate s povratnom informacijom.

### Ibogain u liječenju kronične boli
Godine 1957. Jurg Schneider, farmakolog na CIBA, otkriva da ibogain povećava efekt morfija u terapijama protiv kronične boli. Daljna istraživanja su prekinuta i nikakvi dodatni podaci nisu dodani od strane CIBA istraživača na temu interakcije ibogaina i opioida. Gotovo 50 godina kasnije, Patrick Kroupa i Hattie Wells izdali su prvi protokol tretmana za praćenje interakcije ibogaina i opioida u čovjeka gdje se indicira da ibogain smanjuje toleranciju na opioidne droge. Kroupa, et. al., objavio je svoje istraživanje u Multidisciplinary Association for Psychedelic Studies (MAPS).

## Metabolizam
Ibogain u ljudskom tijelu metabolizira citokrom P450 2D6, a glavni metabolit je noribogain (12-hidroksiibogamin). Noribogain je najpotentniji kao inihibitor ponovne pohrane serotonina i ponaša se kao umjereni κ- i slabi µ- opioidni receptor, u tom dijelu se ponaša slično kao metadon, nadomješta opiat. Ibogain i noribogain imaju vrijeme poluraspada oko 30 minuta. Smatra se da se ibogain taloži u masnoći i metabolizira kao noribogain kad se otpušta. Noribogain nešto duže ostaje u organzimu od ibogaina. Noribogain umjesto metoksi skupine na poziciji 12 ima hidroksi skupinu.

## Analozi
Sintetički derivat ibogaina, 18-metoksikoronaridin (18-MC) je selektivni α3β4 antagonist kojeg su razvili neurolog Stanley D. Glick (Albany) i kemičar Martin E. Kuehne (Vermont)
Voakangin, prirodno blizak analog ibogainu pronađen je u kori drveta Voacanga africana, on je uobičajen sastojak u semi-sintezi ibogaina jer je daleko rasprostranjeniji i dostupniji od korijena iboge. Bazirano na njihovoj strukturalnoj sličnosti ibogainu i 18-MC-u kao i njihova svojstva vezivanja može se zaključiti da i drugi alkaloidi (voakangin, ibogamin i koronaridin) iz biljaka T. iboga i V. africana također mogu doprinijeti svojstvima anti-ovisnosti.

## Zakonska regulativa
Kao vrsta psihotropne tvari uvršten je u Hrvatskoj na temelju Zakona o suzbijanju zlouporabe droga na Popis droga, psihotropnih tvari i biljaka iz kojih se može dobiti droga te tvari koje se mogu uporabiti za izradu droga, pod Popis droga i biljaka iz kojih se može dobiti droga, pod 2. Popis psihotropnih tvari i biljaka, Odjeljak 1 - Psihotropne tvari sukladno Popisu 1. Konvencije UN-a o psihotropnim tvarima iz 1971. godine. Kemijsko ime je 12-metoksiibogamin.

## Vanjske poveznice
- Kanadski centar za legalno liječenje ibogainom  Arhivirana inačica izvorne stranice od 6. srpnja 2008. (Wayback Machine)(engl.)
- Ibogain istraživački projekt(engl.)